# Barra do Ouro
Barra do Ouro es un municipio brasileño del estado del Tocantins. Se localiza a una latitud 07º41'22" sur y a una longitud 47º40'58" oeste, estando a una altitud de 161 metros. Su población estimada en 2004 era de 3 697 habitantes.
Posee un área de 1111,1 km².